# اتاق ۲۲۲
اتاق ۲۲۲ (انگلیسی: Room 222) نام یک مجموعهٔ تلویزیونی کمدی-درام آمریکایی است که از سال ۱۹۶۹ تا ۱۹۷۴ میلادی از شبکهٔ «اِی‌بی‌سی» به روی آنتن رفت.
این مجموعه در سال ۱۹۷۰ میلادی، برندهٔ ۳ جایزه امی شد:
- بهترین مجموعه تلویزیونی جدید تلویزیونی
- بهترین بازیگر نقش مکمل مرد در یک مجموعه تلویزیونی کمدی (مایکل کنستانتین)
- بهترین بازیگر نقش مکمل زن در یک مجموعه تلویزیونی کمدی (کارن والنتین)

داستان مجموعه تلویزیونی دربارهٔ یک کلاسِ درسِ تاریخ ایالات متحده آمریکا در «دبیرستان والت ویتمن» در شهر لس آنجلس و وقایعِ روزمره‌ای است که برای معلم، دانش‌آموزان و حواشی آن رخ می‌دهد.
در ایران، این مجموعه تلویزیونی ۲ مرتبه، ابتدا در سال ۱۳۵۰ و سپس در سال‌های ۱۳۵۳ تا ۱۳۵۴ خورشیدی، با عنوان «کلاس ۲۲۲» و با دوبلهٔ فارسی از تلویزیون ملی ایران پخش شد.

## قسمت‌ها
| فصل | قسمت‌ها | قسمت‌ها | تاریخ اصلی روی آنتن رفتن | تاریخ اصلی روی آنتن رفتن | رتبه | درجه‌بندی |
| فصل | قسمت‌ها | قسمت‌ها | اولین بار                | آخرین بار                | رتبه | درجه‌بندی |
| --- | ------ | ------ | ------------------------ | ------------------------ | ---- | -------- |
| ۱   | ۲۶     | ۲۶     | ۱۷ سپتامبر ۱۹۶۹          | ۱۸ مارس ۱۹۷۰             | ۳۵   | ۱۹٫۴     |
| ۲   | ۲۶     | ۲۶     | ۲۳ سپتامبر ۱۹۷۰          | ۷ آوریل ۱۹۷۱             | —    | —        |
| ۳   | ۲۳     | ۲۳     | ۱۷ سپتامبر ۱۹۷۱          | ۳ مارس ۱۹۷۲              | ۲۸   | ۱۹٫۸     |
| ۴   | ۲۳     | ۲۳     | ۱۵ سپتامبر ۱۹۷۲          | ۹ مارس ۱۹۷۳              | ۴۲   | ۱۸٫۴     |
| ۵   | 15     | 15     | ۱۴ سپتامبر ۱۹۷۳          | ۱۱ ژانویه ۱۹۷۴           | ۶۷   | ۱۳٫۸     |

## یادداشت
1. ↑  Tied with Cannon
2. ↑  The fifteenth produced episode of the fifth season never aired.